# Bromeliagrion rehni
Bromeliagrion rehni – gatunek ważki z rodziny łątkowatych (Coenagrionidae). Występuje na terenie Ameryki Południowej – w Brazylii, Ekwadorze i Peru.